# MIT Technology Review
MIT Technology Review là tạp chí thuộc sở hữu hoàn toàn của Viện Công nghệ Massachusetts nhưng độc lập về mặt biên tập với trường đại học . Tạp chí được thành lập năm 1899 với tên gọi The Technology Review , và được xuất bản lại mà không có "The" trong tên của nó vào ngày 23/4/1998 dưới thời nhà xuất bản R. Bruce Journey. Tháng 9 năm 2005 tạp chí đã trải qua một quá trình chuyển đổi khác dưới quyền tổng biên tập và nhà xuất bản lúc đó, Jason Pontin, thành một hình thức giống như tạp chí lịch sử.
Trước khi ra mắt lại năm 1998, biên tập viên tuyên bố rằng "sẽ không có gì còn lại của tạp chí cũ ngoại trừ tên." Do đó, cần phải phân biệt giữa "Technology Review" (Đánh giá công nghệ) bản hiện đại và bản lịch sử . Tạp chí lịch sử đã được xuất bản bởi Hiệp hội cựu sinh viên MIT, phù hợp chặt chẽ hơn với lợi ích của cựu sinh viên MIT, và có giọng điệu trí tuệ hơn và lưu thông công cộng nhỏ hơn nhiều. Tạp chí, được quảng cáo từ năm 1998 đến năm 2005 là "Tạp chí đổi mới của MIT" và từ năm 2005 trở đi đơn giản là "được xuất bản bởi MIT", tập trung vào công nghệ mới và cách thức thương mại hóa; được bán ra thị trường cho công chúng; và được nhắm mục tiêu vào các giám đốc điều hành, nhà nghiên cứu, nhà tài chính và nhà hoạch định chính sách cao cấp, cũng như cựu sinh viên MIT .
Năm 2011, Technology Review đã nhận được giải thưởng báo chí độc lập Utne Reader cho quảng bá khoa học / công nghệ tốt nhất .